# Friedrich Schaarschmidt
Friedrich Schaarschmidt (né le 4 février 1863 à Bonn et mort le 12 juin 1902 à Böblingen) est un peintre de paysages et de figures de l'école de Düsseldorf, conservateur et écrivain d'art prussien.

## Biographie
Schaarschmidt est le fils de l'historien de philosophie et directeur de la bibliothèque universitaire de Bonn, le professeur Carl Schaarschmidt (1822-1908). De 1880 à 1889, il étudie la peinture à l'Académie des beaux-arts de Düsseldorf.  Il a pour professeurs Hugo Crola, Peter Janssen et Wilhelm Sohn, temporairement aussi Eduard Gebhardt et Carl Ernst Forberg. En tant qu'artiste pratiquant, Schaarschmidt se tourne vers la peinture en plein air. Il décore souvent ses peintures de paysages avec des personnages vêtus de robes antiques.
À la demande de Peter Janssen, Schaarschmidt est nommé conservateur de la collection d'art de l'Académie de Düsseldorf en tant que successeur de Theodor Levin (de). À ce titre, il enseigne également. Il commence également à se faire un nom en tant qu'écrivain d'art et en tant que collaborateur du magazine d'art Die Kunst für alle. L'ouvrage sur l'histoire de l'art de Düsseldorf, publié en 1902 par l'association d'art pour la Rhénanie et Westphalie (de), est considéré comme son œuvre la plus importante. Il est également membre de la loge maçonnique de Düsseldorf Rose et Acacia.
Une maladie grave l'amène à se rendre à Böblingen près de Stuttgart en 1901 pour se rétablir. Il y meurt à l'âge de 39 ans. Hermann Board est nommé pour lui succéder en tant que conservateur des collections d'art, bibliothécaire et secrétaire de l'Académie des beaux-arts.

## Œuvres (sélection)

### Peinture
- Reichskanzler Fürst Bismarck, Bremer allgemeine Kunstausstellung 1890
- Faun und Nymphen, Berliner internationale Kunstausstellung 1891
- Sommer, Grande exposition d'art de Berlin 1895
- Auf dem Posilipp, Berliner internationale Kunstausstellung 1896
- Capri, Große Berliner Kunstausstellung 1897
- Friedrich Schaarschmidt, Selbstbildnis im Gewand des 17. Jahrhunderts, ein Glas ausleerend, Radierung, um 1900
- Vieni, Figurenmalerei
- Capri, Landschaftsgemälde
- Motiv einer Kapelle mit Fenstern, Aquarell

### Écrits, articles de revues
- Gabriel Ritter von Grupello und seine Broncestatuette des Kurfürsten Johann Wilhelm im Jägerhof zu Düsseldorf. Düsseldorf 1896
- Fürstliche Bildnisse in der Gemäldesammlung der Kgl. Kunstakademie zu Düsseldorf. In: Beiträge zur Geschichte des Niederrheins. Jahrbuch des Düsseldorfer Geschichts-Vereins. Elfter Band, Düsseldorf 1897, S. 28–63 (Digitalisat)
- Zur Erinnerung an Jakobe von Baden (en), Herzogin von Jülich-Cleve-Berg, gest. am 3. Sept. 1597. Düsseldorf 1897
- Eduard von Gebhardt (Zum sechzigsten Geburtstag des Künstlers, 13. Juni 1898). In: Kunst für alle. Heft 17, 1. Juni 1898, S. 257 (Digitalisat)
- Die Düsseldorfer Künstler-Vereinigung 1899 (de). In: Die Kunst für alle. Heft 16, 15. Mai 1899, S. 246 f. (Digitalisat)
- Fritz Roeber. In: Die Kunst für alle. Heft 9, 1. Februar 1901, S. 201–207 (Digitalisat)
- Verzeichnis der Gemälde der Kgl. Kunst-Akademie zu Düsseldorf. Düsseldorf 1901
- Aus Kunst und Leben. Studien und Reisebilder. München 1901 (Digitalisat)
- Zur Geschichte der Düsseldorfer Kunst, insbesondere im XIX. Jahrhundert. Kunstverein für die Rheinlande und Westfalen, Düsseldorf 1902 (Digitalisat 1, Digitalisat 2, Digitalisat 3)